# 利什尼夫卡
51°28′23″N 25°24′19″E / 51.47306°N 25.40528°E
利什尼夫卡（烏克蘭語：Лишнівка），是烏克蘭的城鎮，位於該國西部沃倫州，由卡明-卡希爾斯基區負責管轄，始建於1629年，面積2.45平方公里，海拔高度156米，2001年人口567，人口密度每平方公里231.43人。